# Xna-Ic
Xna-Ic es una localidad del municipio de Chumayel en el estado de Yucatán, México.

## Toponimia
El nombre (Xna-Ic) proviene del idioma maya.

## Hechos históricos
- En 1921 cambia su nombre de Xuaic a Xnahic.
- En 1980 cambia a X-Nahic.
- En 1990 cambia a Xna-Ic.

## Demografía
Según el censo de 2005 realizado por el INEGI, la población de la localidad era de 0 habitantes.
| 24                          | 21 | 13 | 14 | 9 | 0 | 0 | 2 | 0 | ? | 0 | 0 |
| (Fuente: INEGI [Consultar]) |    |    |    |   |   |   |   |   |   |   |   |